# Bukovac, Plužine
Bukovac este un sat din comuna Plužine, Muntenegru. Conform datelor de la recensământul din 2003, localitatea are 53 de locuitori (la recensământul din 1991 erau 102 locuitori).

## Demografie
În satul Bukovac locuiesc 43 de persoane adulte, iar vârsta medie a populației este de 47,2 de ani (49,3 la bărbați și 45,3 la femei). În localitate sunt 18 gospodării, iar numărul mediu de membri în gospodărie este de 2,94.
Această localitate este populată majoritar de sârbi (conform recensământului din 2003).
|  |

| Demografie | Demografie | Demografie |
| An         | Locuitori  | Locuitori  |
| ---------- | ---------- | ---------- |
|            |            |            |
|            |            |            |
|            |            |            |
|            |            |            |
| 1948       | 148        |            |
| 1953       | 193        |            |
| 1961       | 222        |            |
| 1971       | 210        |            |
| 1981       | 85         |            |
| 1991       | 102        | 102        |
| 2003       | 53         | 53         |

| \| Componența etnică conform recensământului din 2003[2] \| Componența etnică conform recensământului din 2003[2] \| Componența etnică conform recensământului din 2003[2] \| Componența etnică conform recensământului din 2003[2] \| Componența etnică conform recensământului din 2003[2] \| \| ----------------------------------------------------- \| ----------------------------------------------------- \| ----------------------------------------------------- \| ----------------------------------------------------- \| ----------------------------------------------------- \| \| \| \| \| \| \| \| Sârbi \| Sârbi \| \| 41 \| 77,35% \| \| Muntenegreni \| Muntenegreni \| \| 12 \| 22,64% \| \| necunoscută \| necunoscută \| \| 0 \| 0% \| |              |  |    |        |
| Componența etnică conform recensământului din 2003 |              |  |    |        |
| |              |  |    |        |
| Sârbi | Sârbi        |  | 41 | 77,35% |
| Muntenegreni | Muntenegreni |  | 12 | 22,64% |
| necunoscută | necunoscută  |  | 0  | 0%     |